# Тарковичи (станция)
Тарковичи — станция Санкт-Петербург-Витебского отделения Октябрьской железной дороги, расположенный на участке Санкт-Петербург — Оредеж между платформами 117 км и 125 км, к северу от посёлка Торковичи Лужского района.
Электрифицирована в 1989 году постоянным током, напряжением 3,3 кВ в составе участка Чолово — Оредеж.
Для организации посадки и высадки пассажиров на станции имеется высокая островная железнодорожная платформа площадью 1512 м2 1959 года постройки, на данной платформе последний капитальный ремонт производился в 1980 году.
Годовой пассажиропоток составляет 25 512 человек.
Станция является промежуточной, отнесена к 5 классу, имеет 5 путей, в том числе: 1 главный, 3 приемоотправочных и 1 предохранительный тупик. К станции примыкает путь необщего пользования ФГКУ комбинат «Балтийский».

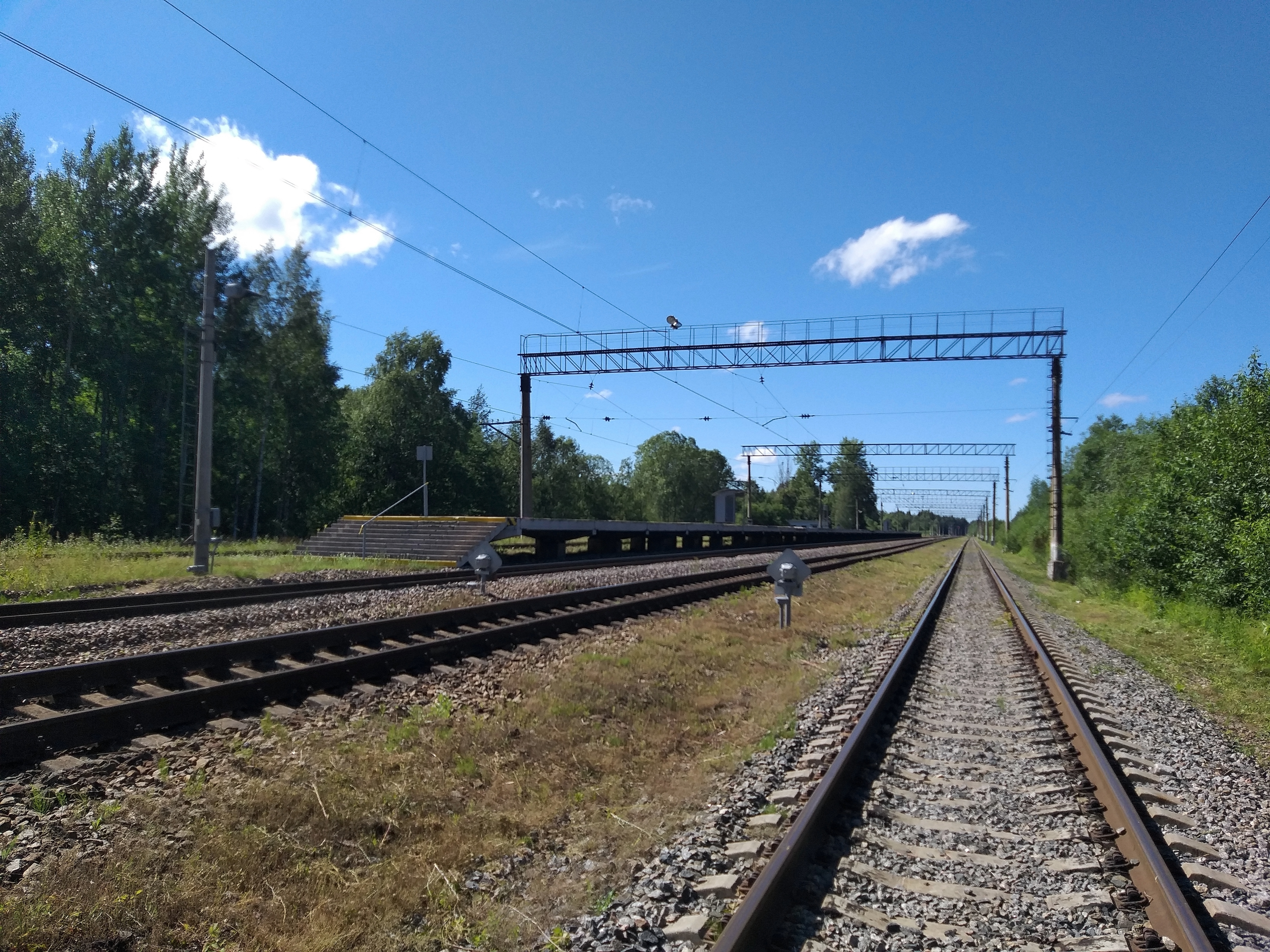
Вид с северо-востока
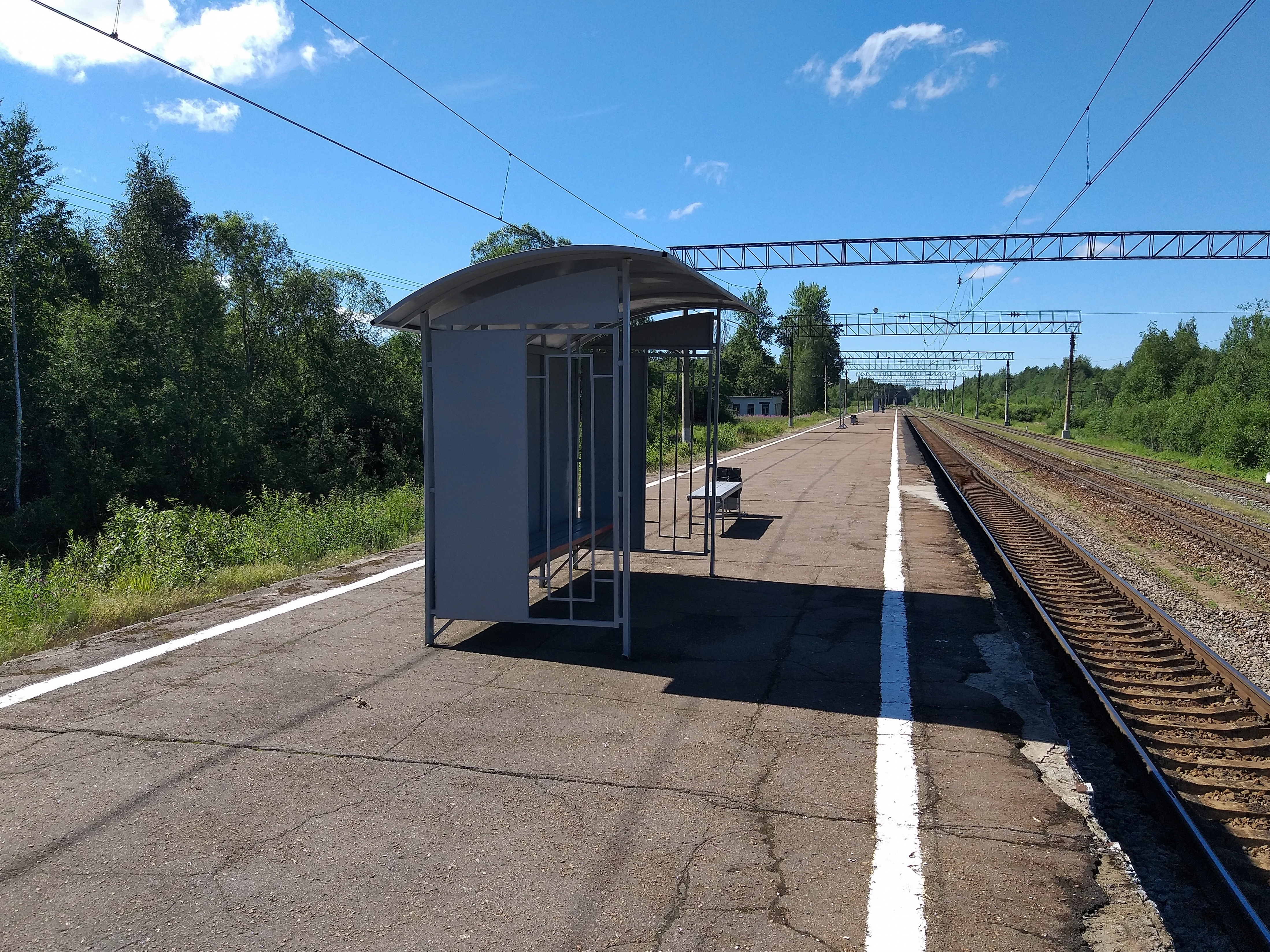
На платформе. Вид на юго-запад
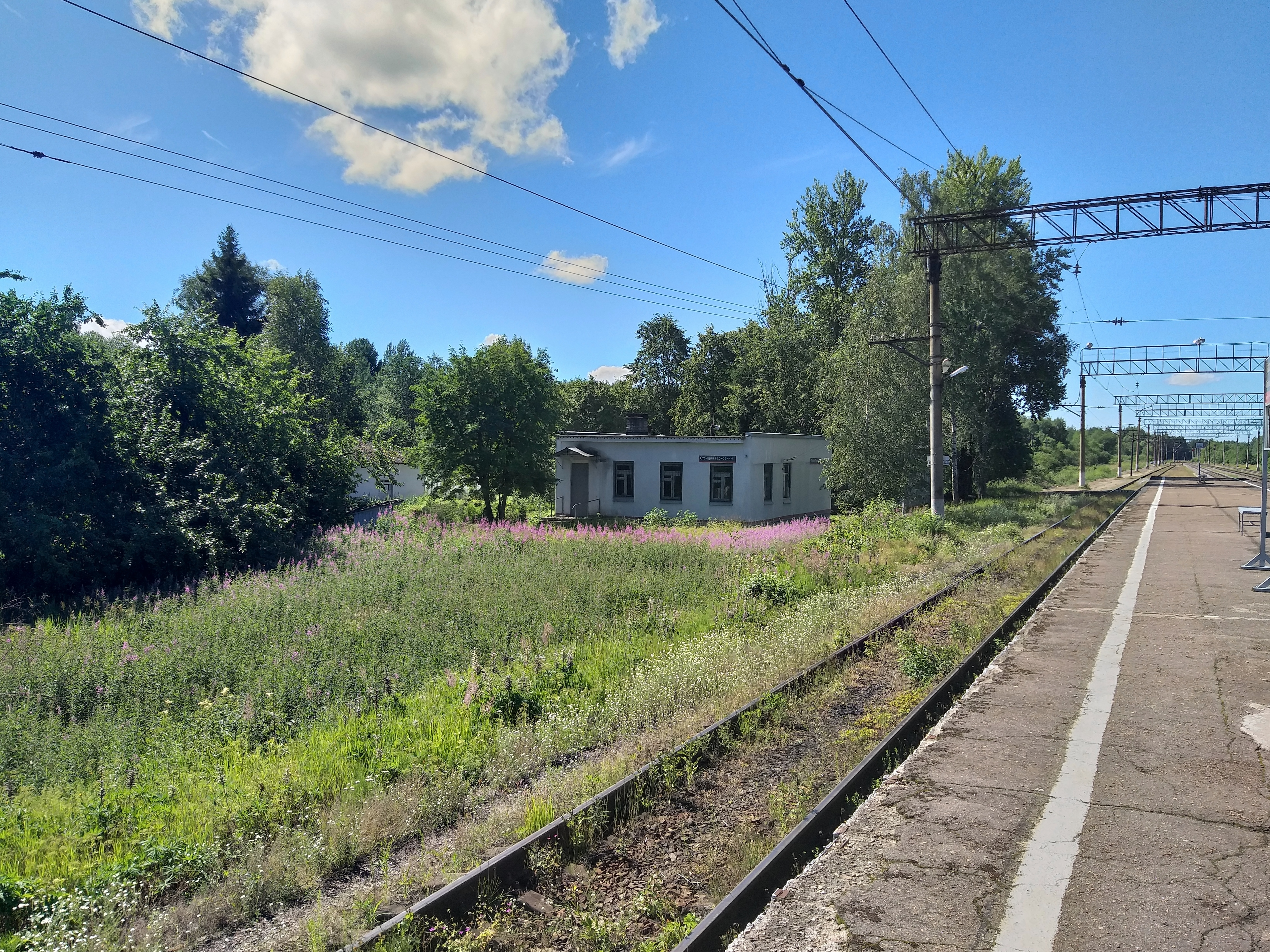
Вид платформы на станционное здание
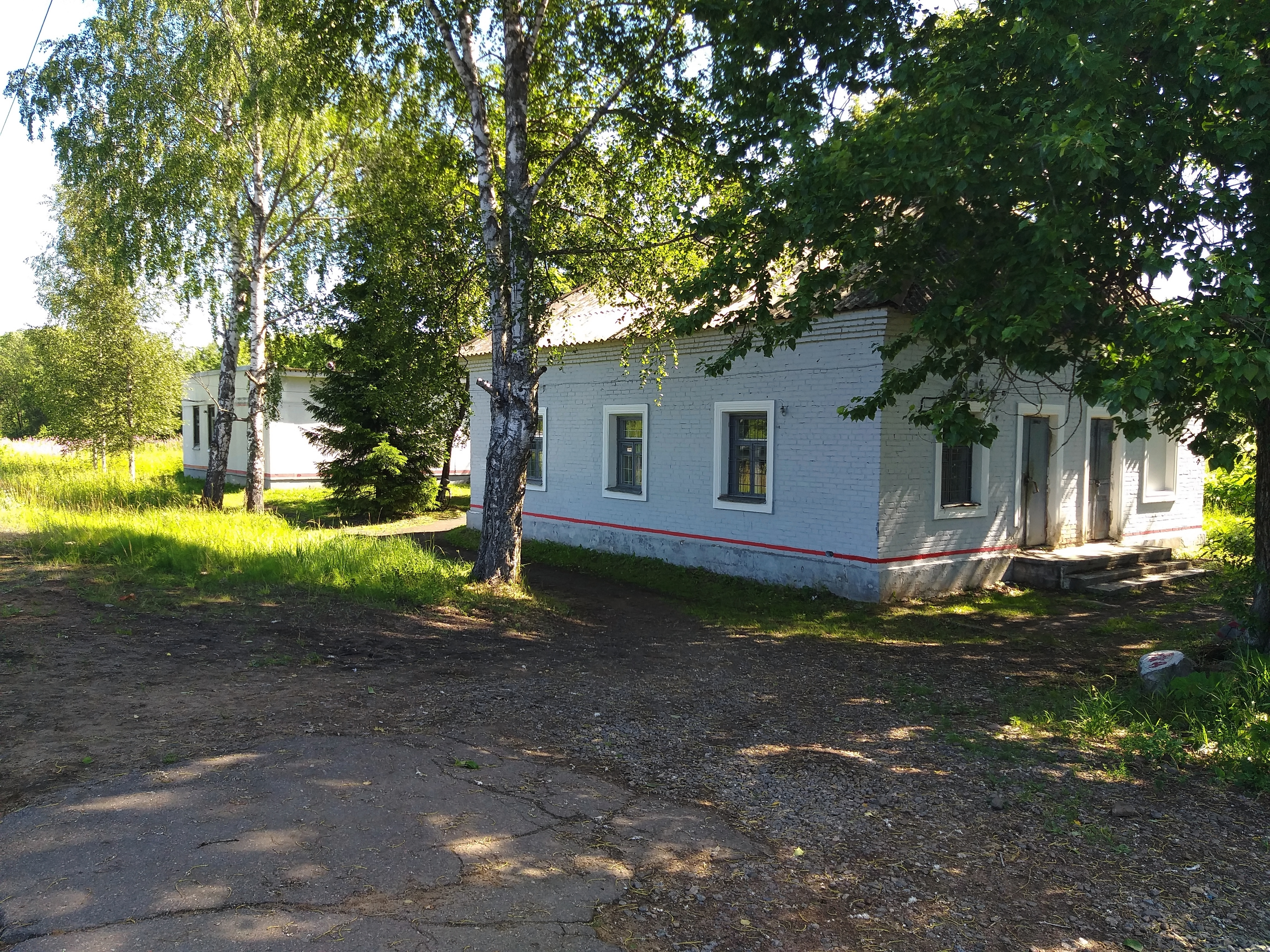
Станционные здания
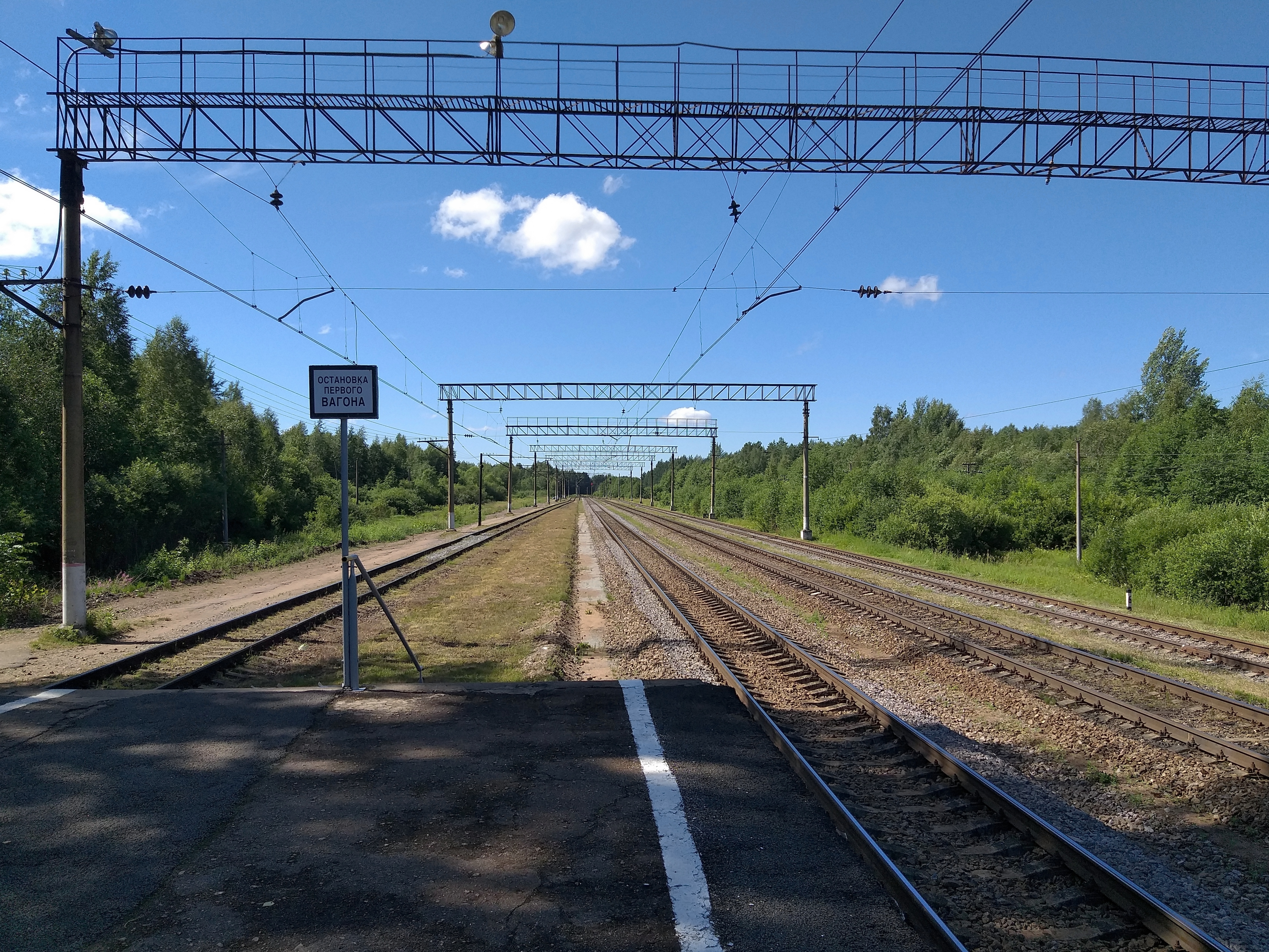
Вид с платформы на юго-запад
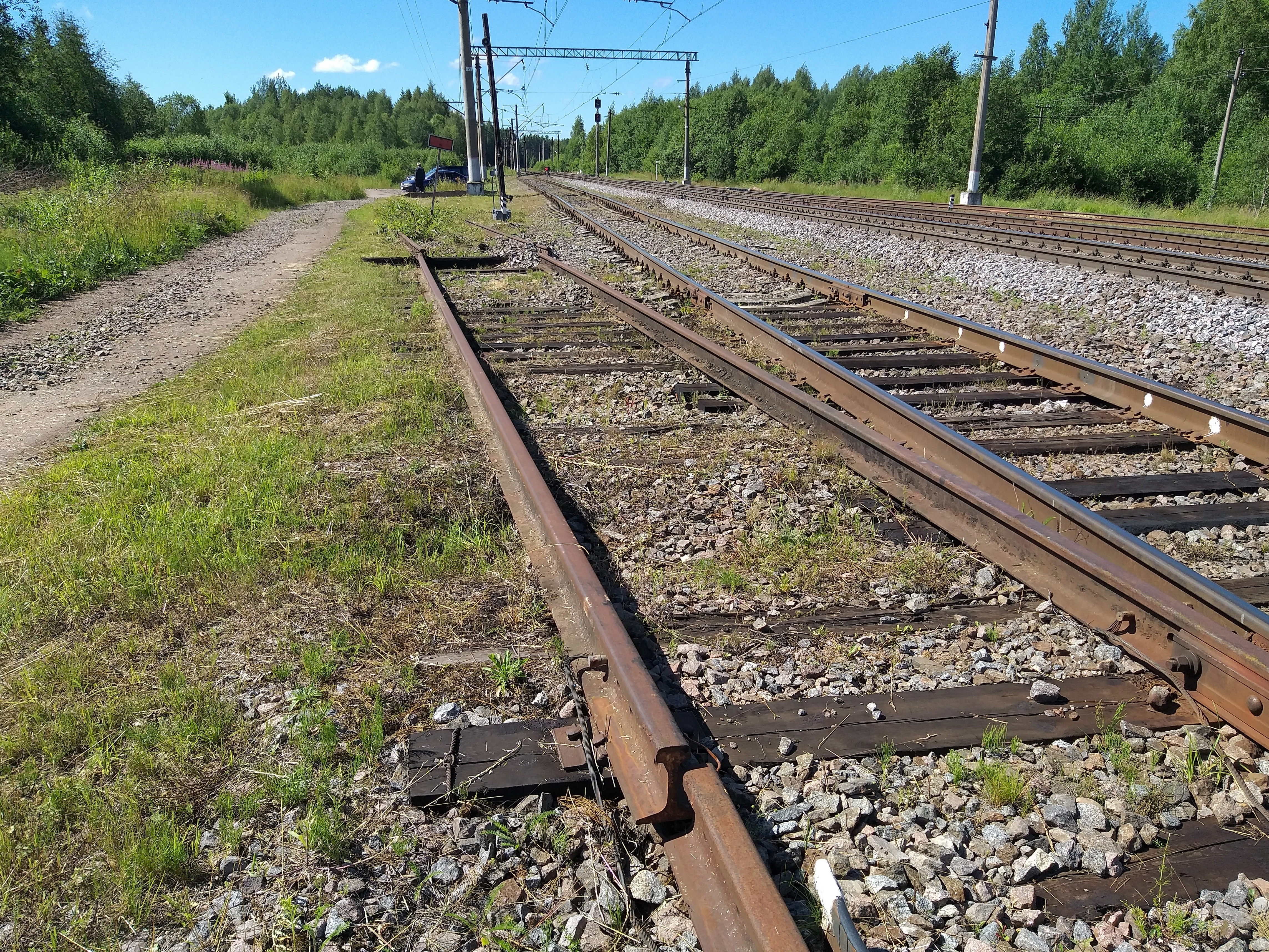
Недействующий тупик
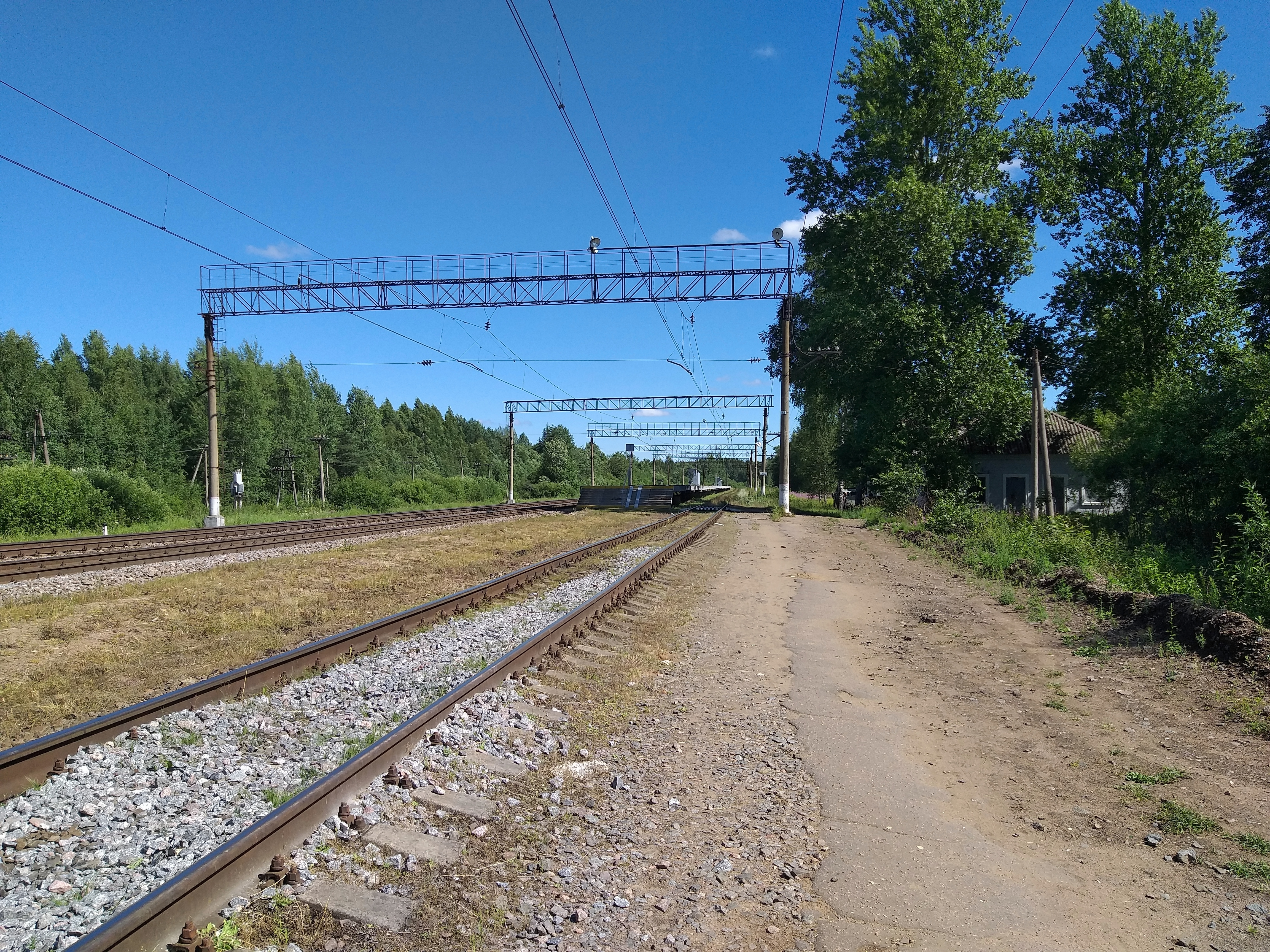
Вид с юго-запада
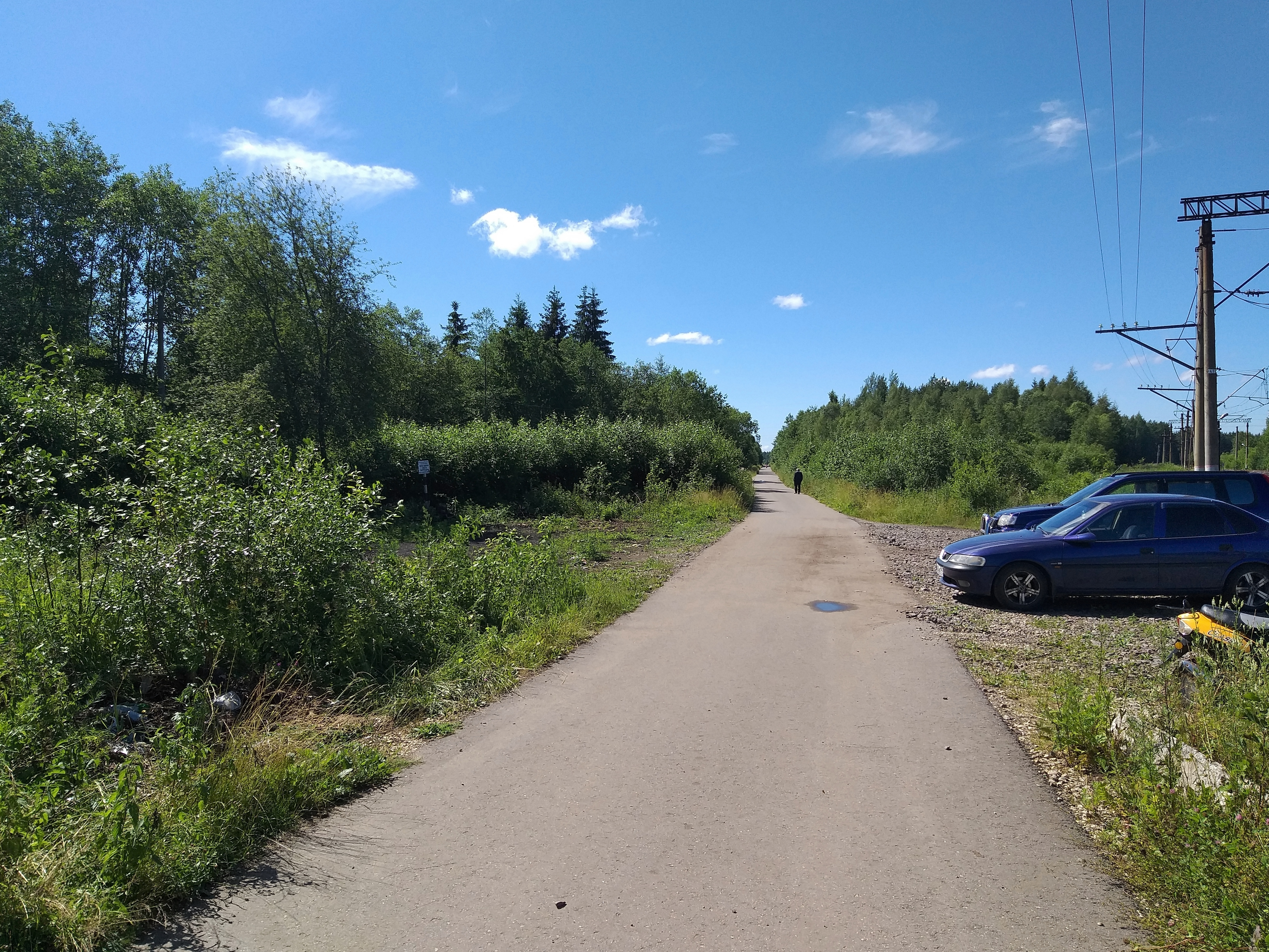
Начало 1-й Железнодорожной улицы